# Hermeto Pascoal
Hermeto Pascoal (Lagoa da Canoa, 22 juni 1936) is een Braziliaans musicus, componist, arrangeur en bandleider. De muziek van Pascoal, bijgenaamd "Bruxo" (magiër of tovenaar) is een mix van (onder andere) jazz, klassiek, avantgarde, allerlei Braziliaanse (folk)stijlen en improvisatie.

## Biografie
Hermeto Pascoal groeide op in een klein landelijk plaatsje in het noordoosten van Brazilië. Pascoal leerde als kind instrumenten spelen én maken, hij maakte zelf fluiten en zocht in de smederij van zijn grootvader naar stukken oud ijzer om muziek mee te maken. Ook luisterde hij graag naar geluiden van de natuur, zoals de vogels en het water in het nabijgelegen meertje.
Nog voor zijn 10e trad hij met zijn broer op tijdens dansfeesten en forró's in de regio. Op zijn 14e verdiende hij zijn eerste geld met muziek door met een band live op de radio te spelen, de familie woonde inmiddels in Recife. In 1958 verhuisde hij naar Rio de Janeiro waar hij in diverse groepen speelde, in 1961 verhuisde hij naar São Paulo waar hij in nachtclubs speelde en zijn eerste eigen band(s) oprichtte.
Hij speelde mee op platen van artiesten als Edu Lobo, Elis Regina en Cesar Camargo. Hij werkte vervolgens samen met Airto Moreira in enkele groepen, waarvan vooral Quarteto Novo succesvol was. Het album Quarteto Novo (1967) was een progressieve mix van stijlen uit Noordoost-Brazilië zoals baião, baixo en xaxado met jazz en bebop. In 1969 en 1970 componeerde Pascoal songs voor albums van Antônio Carlos Jobim.
Pascoal's debuutalbum Hermeto kwam uit in 1971. Dit album was geproduceerd door Airto Moreira en Flora Purim met medewerking van onder andere Gil Evans, Thad Jones, Hubert Laws, Ron Carter en Garnett Brown. Datzelfde jaar werkte Pascoal als musicus en componist mee aan het album Live Evil van Miles Davis. De jaren daarna werkte hij mee aan albums van Donald Byrd, Cal Tjader, Sérgio Mendes en Flora Purim en later Maria Bethânia, Joyce Moreno en Maria Mendes.
Albums als Hermeto, Slaves Mass (1977) en Hermeto Pascoal & Su Grupo (1986) werden goed ontvangen. Vanaf begin 20e eeuw werden diverse van zijn oudere albums (opnieuw) internationaal uitgebracht.
Pascoal gaf meerdere internationale tournees en stond op festivals en podia zoals het North Sea Jazz Festival, het Montreux Jazz Festival en het Bimhuis.

## Muziekstijl

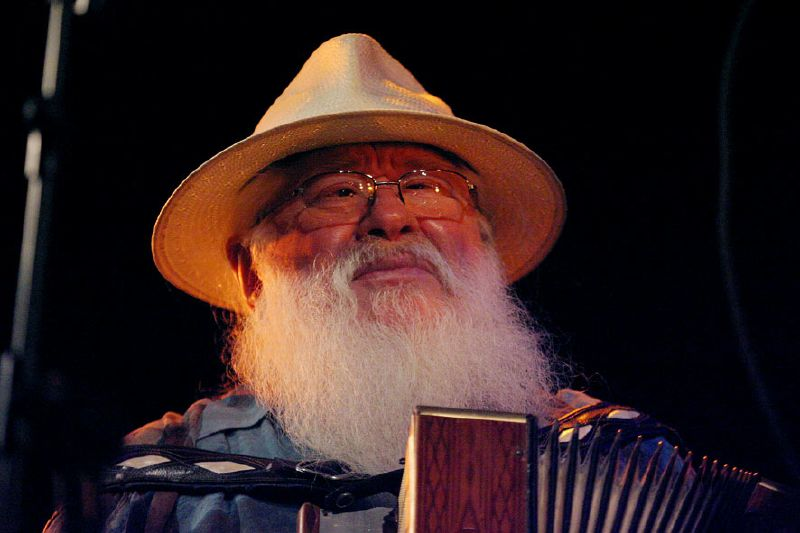
Hermeto Pascoal

Pascoal's muziek is een mix van diverse Braziliaanse folkstijlen zoals samba, forró, choro, frevo en baião, met jazz, klassiek, funk, avantgarde, MPB en veel improvisatie. Over zijn muziek wordt geschreven dat het een dusdanig originele mix is van allerlei stijlen, dat het zich moeilijk laat categoriseren - termen als jazz, klassiek, Latin, Braziliaans etcetera dekken de lading maar ten dele. Zelf noemt Pascoal het Musica Universal, universele muziek.  LA Times vergeleek Pascoal met Dizzy Gillespie en Frank Zappa.
Pascoal speelt meerdere muziekinstrumenten waaronder piano, fluit, accordeon, gitaar, saxofoon, orgel, keyboard, percussie, melodica, bugel en geprepareerde piano.
Daarnaast gebruikt hij allerlei alledaagse objecten om muziek te maken: theekopjes, flesjes, bierglazen waterketels, stukken hout, pijpen en buizen, rubberen varkentjes, servetjes, stoelen, keukengereedschap, kokosnootschalen enzovoorts. Pascoal maakte ook muziek in en met de natuur en werkt soms met dierengeluiden in zijn muziek.

## Erkenning en waardering
Pascoal won diverse prijzen binnen en buiten Brazilië, waaronder enkele Latin Grammy Awards.
The Guardian noemde Pascoal een van de meest excentrieke en gekoesterde componisten en musici van Brazilië. Los Angeles Times noemde hem een van de belangrijke jazzcomponisten van zijn tijd. De BBC noemde Pascoal een van de grootste jazzmusici van Zuid-Amerika en noemde zijn bijdrage aan jazz van onschatbare waarde.

## Prijzen en nominaties (selectie)
- Latin Grammy Award nominatie in de categorie Best Latin Jazz Album (2003)[24]
- Latin Grammy Award in de categorie Best Latin Jazz/Jazz Album (2018)
- Latin Grammy Award nominatie in de categorie Best Instrumental Album (2018)
- Latin Grammy Award in de categorie Best Portuguese Language Roots Album (2019)
- Womex Artist Award (2024)[25]

## Discografie

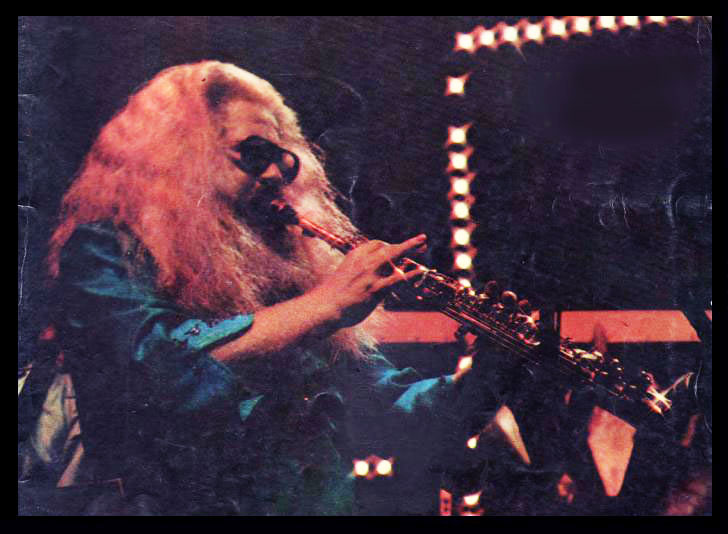
Hermeto Pascoal in 1978

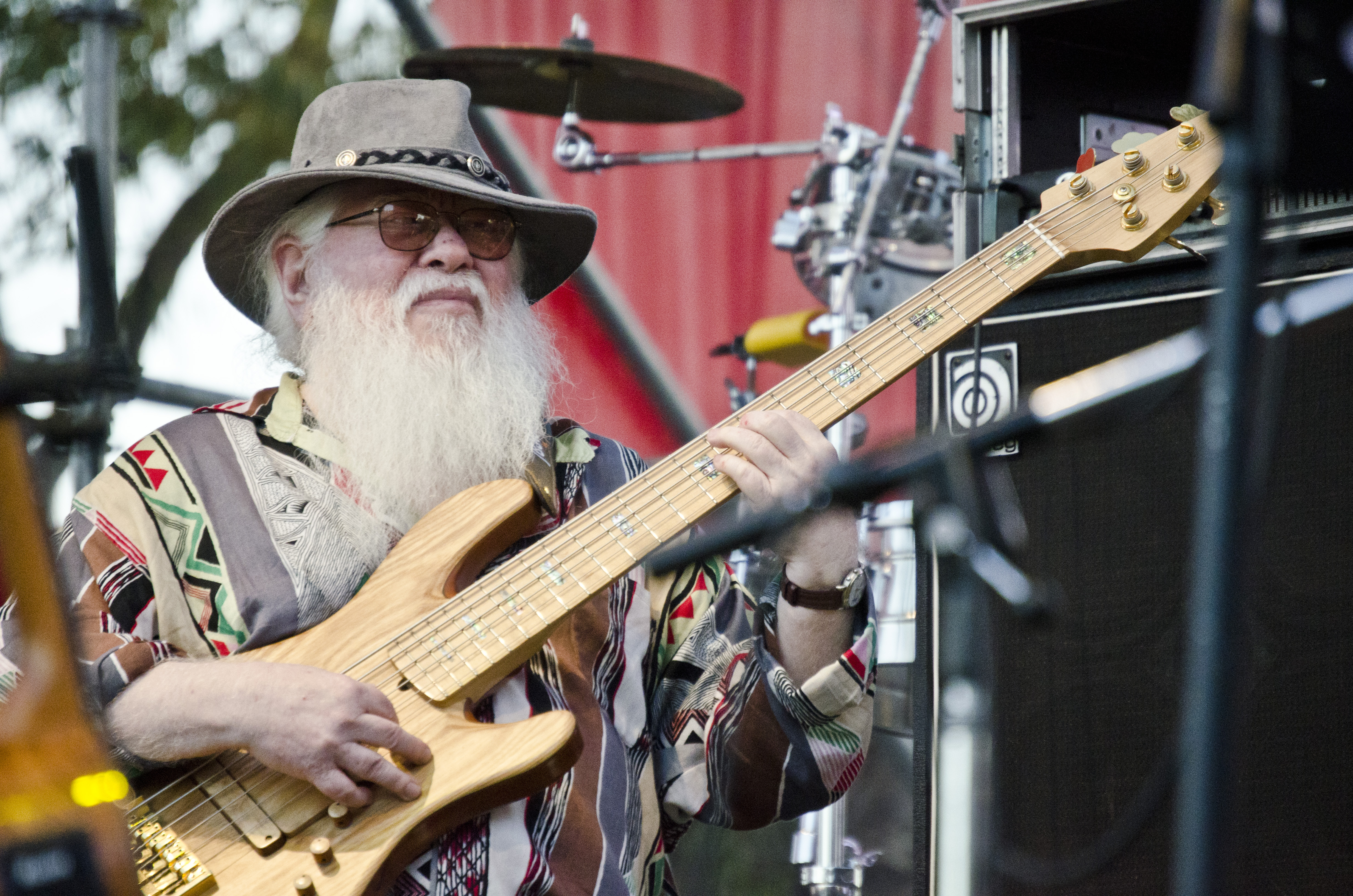
Hermeto Pascoal in 2014

- Hermeto Pascoal / Brazilian Adventure (1971)
- A música livre de Hermeto Pascoal (1973)
- Slaves Mass (1977)
- Trindade (1977)
- Zabumbê-bum-á (1979)
- Cérebro magnético (1980)
- Lagoa da Canoa, Município de Arapiraca (1984)
- Brasil Universo (1987)
- Só não toca quem não quer (1987)
- Hermeto solo: por diferentes caminhos (1988)
- Festa dos deuses (1992)
- Eu e eles (1999)
- Mundo verde esperança (2002)
- Chimarrão com rapadura (2006)
- Bodas de Latão (2010)
- No Mundo dos Sons (2017)
- Viajando com o som (2017)
- Natureza Universal (2017)
- Made of Music (2018)
- E sua visão original do forró (2018)